# قطعنامه ۲۰۰ شورای امنیت
قطعنامه ۲۰۰ شورای امنیت سازمان ملل متحد که در تاریخ ۱۵ مارس ۱۹۶۵ تصویب شد، سندی بین‌المللی دربارهٔ پذیرش اعضای جدید سازمان ملل متحد: گامبیا است. این قطعنامه طی نشست ۱۱۹۰ام با ۱۱ موافق، ۰ مخالف و ۰ ممتنع تصویب شد.